# Équipe d'Argentine de football à la Coupe du monde 1962
L'équipe d'Argentine de football participe à sa quatrième Coupe du monde de football lors de l'édition 1962 qui se tient au Chili du 30 mai 1962 au 17 juin 1962.
Au premier tour les Argentins terminent troisièmes de leur groupe, à égalité de point avec le second, l'Angleterre, et sont éliminés à la moyenne de buts.

## Phase finale
| Groupe IV |            |     |   |   |   |   |    |    |      |
|           | Équipe     | Pts | J | G | N | P | BP | BC | Diff |
| 1         | Hongrie    | 5   | 3 | 2 | 1 | 0 | 8  | 2  | +6   |
| 2         | Angleterre | 3   | 3 | 1 | 1 | 1 | 4  | 3  | +1   |
| 3         | Argentine  | 3   | 3 | 1 | 1 | 1 | 2  | 3  | -1   |
| 4         | Bulgarie   | 1   | 3 | 0 | 1 | 2 | 1  | 7  | -6   |

| 30 mai 1962                       | Argentine  | 1 - 0 | Bulgarie | Estadio Braden Cooper Co., Rancagua                    |                                                        |
| 15:00 · Historique des rencontres | Facundo 4e |       |          | Spectateurs : 7 134 Arbitrage : Juan Gardeazábal Garay | Spectateurs : 7 134 Arbitrage : Juan Gardeazábal Garay |
| 15:00 · Historique des rencontres | Rapport    |       |          | Spectateurs : 7 134 Arbitrage : Juan Gardeazábal Garay | Spectateurs : 7 134 Arbitrage : Juan Gardeazábal Garay |

| 2 juin 1962                       | Angleterre                                      | 3 - 1 | Argentine      | Estadio Braden Cooper Co., Rancagua              |                                                  |
| 15:00 · Historique des rencontres | Flowers 17e (pen.) · Charlton 42e · Greaves 67e |       | Sanfilippo 81e | Spectateurs : 9 794 Arbitrage : Nikolaï Latychev | Spectateurs : 9 794 Arbitrage : Nikolaï Latychev |
| 15:00 · Historique des rencontres | Rapport                                         |       |                | Spectateurs : 9 794 Arbitrage : Nikolaï Latychev | Spectateurs : 9 794 Arbitrage : Nikolaï Latychev |

| 6 juin 1962                       | Hongrie | 0 - 0 | Argentine | Estadio Braden Cooper Co., Rancagua                       |                                                           |
| 15:00 · Historique des rencontres |         |       |           | Spectateurs : 7 945 Arbitrage : Arturo Yamasaki Maldonado | Spectateurs : 7 945 Arbitrage : Arturo Yamasaki Maldonado |
| 15:00 · Historique des rencontres | Rapport |       |           | Spectateurs : 7 945 Arbitrage : Arturo Yamasaki Maldonado | Spectateurs : 7 945 Arbitrage : Arturo Yamasaki Maldonado |

## Effectif
| Numéro / Nom       | Numéro / Nom              | Équipe                  | Sél. (but)      | Date de naissance         | J.              |                 |                 |                 |                 |
| Gardiens de but    | Gardiens de but           | Gardiens de but         | Gardiens de but | Gardiens de but           | Gardiens de but | Gardiens de but | Gardiens de but | Gardiens de but | Gardiens de but |
| ------------------ | ------------------------- | ----------------------- | --------------- | ------------------------- | --------------- | --------------- | --------------- | --------------- | --------------- |
| 1                  | Antonio Roma              | Boca Juniors            | - (-)           | 13 juillet 1932 (29 ans)  | -               | -               | -               | -               | -               |
| 12                 | Rogelio Domínguez         | River Plate             | - (-)           | 9 mars 1931 (31 ans)      | -               | -               | -               | -               | -               |
| Défenseurs         |                           |                         |                 |                           |                 |                 |                 |                 |                 |
| 2                  | José Manuel Ramos Delgado | River Plate             | - (-)           | 25 août 1935 (26 ans)     | -               | -               | -               | -               | -               |
| 3                  | Silvio Marzolini          | Boca Juniors            | - (-)           | 4 octobre 1940 (21 ans)   | -               | -               | -               | -               | -               |
| 4                  | Alberto Sainz             | River Plate             | - (-)           | 13 décembre 1937 (24 ans) | -               | -               | -               | -               | -               |
| 6                  | Raúl Páez                 | San Lorenzo             | - (-)           | 26 mai 1937 (25 ans)      | -               | -               | -               | -               | -               |
| 14                 | Alberto Mariotti          | San Lorenzo             | - (-)           | 28 mars 1935 (27 ans)     | -               | -               | -               | -               | -               |
| 15                 | Rubén Navarro             | Independiente           | - (-)           | 30 mars 1933 (29 ans)     | -               | -               | -               | -               | -               |
| 17                 | Rafael Albrecht           | Estudiantes de La Plata | - (-)           | 23 août 1941 (20 ans)     | -               | -               | -               | -               | -               |
| 18                 | Vladislao Cap             | River Plate             | - (-)           | 5 juillet 1934 (27 ans)   | -               | -               | -               | -               | -               |
| Milieux de terrain |                           |                         |                 |                           |                 |                 |                 |                 |                 |
| 5                  | Federico Sacchi           | Racing Club Avellaneda  | - (-)           | 4 septembre 1936 (25 ans) | -               | -               | -               | -               | -               |
| 13                 | Oscar Rossi               | San Lorenzo             | - (-)           | 27 juillet 1930 (31 ans)  | -               | -               | -               | -               | -               |
| 16                 | Antonio Rattín            | Boca Juniors            | - (-)           | 16 mai 1937 (25 ans)      | -               | -               | -               | -               | -               |
| 21                 | Ramón Abeledo             | Independiente           | - (-)           | 29 avril 1937 (25 ans)    | -               | -               | -               | -               | -               |
| Attaquants         |                           |                         |                 |                           |                 |                 |                 |                 |                 |
| 7                  | Héctor Facundo            | San Lorenzo             | - (-)           | 2 octobre 1937 (24 ans)   | -               | 1               | -               | -               | -               |
| 8                  | Martín Pando              | River Plate             | - (-)           | 26 décembre 1934 (27 ans) | -               | -               | -               | -               | -               |
| 9                  | Marcelo Pagani            | River Plate             | - (-)           | 19 août 1941 (20 ans)     | -               | -               | -               | -               | -               |
| 10                 | José Sanfilippo           | San Lorenzo             | - (-)           | 4 avril 1935 (27 ans)     | -               | 1               | -               | -               | -               |
| 11                 | Raúl Belén                | Racing Club Avellaneda  | - (-)           | 1er juillet 1931 (31 ans) | -               | -               | -               | -               | -               |
| 19                 | Rubén Sosa                | Racing Club Avellaneda  | - (-)           | 14 novembre 1936 (25 ans) | -               | -               | -               | -               | -               |
| 20                 | Juan Oleniak              | Argentinos Juniors      | - (-)           | 4 mars 1942 (20 ans)      | -               | -               | -               | -               | -               |
| 22                 | Alberto González          | Boca Juniors            | - (-)           | 21 août 1941 (20 ans)     | -               | -               | -               | -               | -               |
| Sélectionneur      |                           |                         |                 |                           |                 |                 |                 |                 |                 |
|                    | Juan Carlos Lorenzo       |                         |                 | 22 octobre 1922 (39 ans)  |                 |                 |                 |                 |                 |

 = capitaine --  Gardien de butDéfenseurMilieu de terrainAttaquantSélectionneur

## Navigation